# Рогаль, Наталья Александровна
Рогаль, Наталья Александровна (род. 12 июля 1982) — кино- и телепродюсер, маркетолог, издатель. Учредитель Группы Компаний Planeta Inform.

## Биография
В 1999 году окончила Московский классический лицей номер 243.

С 1999 по 2004 год обучалась в университете дизайна на экономическом факультете по направлению «Экономика предприятий легкой промышленности».

В 1999 и 2000 годах работает ассистентом руководителя отдела Института электронных управляющих машин ИНЭУМ.

В 2000 и 2001 годах работает в проекте «Персона», за время работы в котором прошла карьерный путь от офис-менеджера и ассистента президента проекта Игоря Стоянова до помощника руководителя имидж-агентства Натальи Морозовой, входящего в проект. Затем некоторое время работала на позиции менеджера по рекламе, на которой стала незаменимым сотрудником. Позднее стала совмещать несколько должностей.

В 2001 году начинает свой бизнес.
С 2001 года по настоящее время:

В 2001 году создает с партнером рекламное агентство Planeta Inform, специализирующееся на промо-кампаниях фильмов, выходящих в кинотеатральный прокат.

В 2002 году создает с партнером PR-агентство «SARAFAN PR», специализирующееся на PR-кампаниях фильмов, выходящих в прокат, и обслуживающее кинофестивали на территории России.

В 2004 году приобретает с партнером издательский дом «Метрополитен Медиа», активами которого было b2b издание о кинопрокате в России и странах СНГ «Бюллетень кинопрокатчика» и журнал о кинопроизводстве в России и странах СНГ «ACTION!». В течение более чем 10 лет издательский дом развивался, его продукты сохраняют по сей день лидирующие позиции и являются изданиями, формирующими отраслевое мнение.

В 2008 году создает с партнером дистрибуционное направление, осуществляющее дистрибуцию российского киноконтента на телеканалы и иные платформы (кроме кинотеатров).

В 2010 году создает с партнером дистрибуционное направление, осуществляющее дистрибуцию российского киноконтента на международные рынки. Данное направление показало прирост в 300 процентов в 2016 году и продолжает расти.

В 2011 году запускает русскую версию журнала «Variety».

В 2014 году запускает программу «Такое кино!» для телеканала ТНТ. Это - лидирующая программа о кино на главном развлекательном канале России.

В 2016 году получает первый опыт сопродюсирования фильма «Невеста» и фокусируется на построении производственного холдинга.

В 2016 году создает с партнером дистрибуционное направление, осуществляющее дистрибуцию западного киноконтента на телеканалы и иные платформы (кроме кинотеатров).